# Stadelhaus (Weidenberg)
Stadelhaus ist ein Wohnplatz des Marktes Weidenberg im oberfränkischen Landkreis Bayreuth in Bayern.

## Geografie
Die ehemalige Einöde ist heute verbunden mit Weidenberg und Haus Nr. 1 und 3 der Lindenstraße. Diese liegen am rechten Ufer der Warmen Steinach.

## Geschichte
Von 1797 bis 1810 unterstand der Ort dem Justiz- und Kammeramt Neustadt am Kulm. Mit dem Gemeindeedikt wurde Stadelhaus dem 1812 gebildeten Steuerdistrikt Weidenberg und der zugleich gebildeten Ruralgemeinde Weidenberg zugewiesen. Stadelhaus befand sich ursprünglich 250 Meter südwestlich vom heutigen Anwesen am linken Ufer der Warmen Steinach.

### Einwohnerentwicklung
| Jahr      | 001818 | 001861 | 001871 | 001885 | 001900 | 001925 | 001950 | 001961 |
| Einwohner | *      | 8      | 14     | 5      | 6      | 12     | *      | *      |
| Häuser    | *      |        |        | 1      | 1      | 2      | *      | *      |
| Quelle    | [ 2 ]  | [ 5 ]  | [ 6 ]  | [ 7 ]  | [ 8 ]  | [ 9 ]  | [ 10 ] | [ 11 ] |

## Religion
Stadelhaus ist evangelisch-lutherisch geprägt und nach St. Michael (Weidenberg) gepfarrt.